# 西北行政委员会
西北行政委员会是1953年至1954年间中华人民共和国中央人民政府在西北大行政区的代表机关。

## 历史
根据1952年11月15日中央人民政府《改变大行政区人民政府（军政委员会）机构与任务的决定》，西北行政委员会于1953年1月27日在西安成立，由原西北军政委员会改建而成。西北行政委员会是代表中央人民政府在西北地区领导和监督地方人民政府工作的派出机关，下辖西安市、陕西省、甘肃省、宁夏省、青海省、新疆省。
1954年12月10日，根据中央人民政府《关于撤销大区一级机构和合并若干省市建制的决定》，西北行政委员会宣布撤销，原属各省改为中央直辖，西安市则改为陕西省辖市。

## 领导机构
- 主席：彭德怀
- 副主席：习仲勋、张治中、马明方、杨明轩、赛福鼎、马鸿宾、黄正清
- 委员：方仲如、王震、王恩茂、马文瑞、马锡五、马辅臣、白如冰、白海风、任谦、李赋都、柯仲平、达理扎雅、张子芳、张达志、张仲良、张宗逊、张邦英、张查理、张德生、张凤翙、成柏仁、汪锋、吴鸿宾、常黎夫、高桂滋、屈武、赵寿山、邢肇棠、师子敬、杨子廉、杨慎之、杨静仁、盛彤笙、曾震五、赵伯平、茹欲立、孙蔚如、孙殿才、邓宝珊、鲍尔汉、喜饶嘉错、潘自立、陶峙岳、霍祝三、廖汉生、彭绍辉、曾震五、韩兆鹗、韩练成

## 工作机构
注：括号中为任职日期，未具体注明的任职日期均为1953年5月－1954年12月。
秘书长
- 常黎夫（1953年9月－1954年12月）

副秘书长
- 谈维煦（1953年9月－1954年12月）、霍子乐（1953年9月－1954年12月）、柯华（1953年9月－1954年4月）

办公厅
- 主任：姬也力
- 副主任：陈必（耳兄）、邢子舟

参事室
- 主任：高桂滋
- 副主任：董林哲

政治法律委员会
- 主任：张治中（1953年12月－1954年12月）
- 副主任：马锡五（1953年12月－1954年12月）、杨子廉（1953年12月－1954年12月）

民政局
- 局长：任谦
- 副局长：杨存富、李在藻

公安局
- 局长：李启明
- 副局长：苏明德、刘护平（1953年7月－1954年12月）

人事局
- 局长：白清江（1953年5月－1954年10月）、张耀宇（1954年10月－12月）
- 副局长：蒙定军（1953年10月－1954年12月）

人民监察委员会
- 主任：马文瑞（1953年12月－1954年12月）
- 副主任：师子敬（1953年12月－1954年12月）、谭生彬（1953年12月－1954年12月）

民族事务委员会
- 主任委员：汪锋（1953年11月－）
- 副主任委员：孙作宾、赛福鼎、马鸿宾、黄正清、喜饶嘉错、马辅臣、薛向晨

财政经济委员会
- 主任：马明方（1953年12月－1954年12月）
- 副主任：白如冰（1953年12月－1954年12月）、蔡子伟（1953年12月－1954年12月）、狄景襄（1953年12月－1954年12月）、朱敏（1953年12月－1954年12月）、刘海滨（1953年12月－1954年12月）、吴生秀（1953年12月－1954年12月）、王达成（1954年5月－12月）、冯直（1954年5月－12月）

财政局
- 局长：陈如龙（1954年1月－12月）
- 副局长：任子良（1954年1月－12月）、白鹤鸣（1954年1月－12月）

地方工业局
- 局长：吴生秀
- 副局长：田培闵、赵希贤、张守瑜

农林局
- 局长：蔡子伟
- 副局长：庄星书、范学圣、冯士休

水利局
- 局长：李赋都
- 副局长：丁仲文、关文启

畜牧局
- 局长：朱敏（1953年－1954年12月）
- 副局长：盛彤笙、冯治国

粮食局
- 局长：毛子长（1953年10月－1954年12月）

统计局
- 局长：常诚

劳动局
- 局长：杜延庆
- 副局长：张光天、周新民

计划委员会
- 主席：张德生（1954年4月－12月）
- 副主席：王达成（1954年4月－12月）、冯直（1954年4月－12月）

文化教育委员会
- 主任：杨明轩（1953年12月－1954年12月）
- 副主任：赵伯平（1953年12月－1954年12月）、柯仲平（1953年12月－1954年12月）、成柏仁（1953年12月－1954年12月）、贺彪（1953年12月－1954年12月）、李敷仁（1953年12月－1954年12月）、党睛梵（1953年12月－1954年12月）

教育局
- 局长：李之钦
- 副局长：张华莘、原政庭、李瘦枝

干部教育局
- 局长：赵守义
- 副局长：王云

文化局
- 局长：张季纯
- 副局长：鱼讯、赵望云

卫生局
- 局长：张查理
- 副局长：魏明中

新闻出版局
- 局长：金照
- 副局长：张性初

扫除文盲工作委员会
- 主任委员：成柏仁

体育运动委员会
- 主任委员：曾震五（1953年11月－1954年12月）
- 副主任委员：王兰麟（1953年11月－1954年12月）、韩夏存（1953年11月－1954年12月）

最高人民法院西北分院
- 院长：马锡五（1953年1月－1954年12月）
- 副院长：乔松山（1953年1月－1954年12月）、贺连城

最高人民检察署西北分署
- 检察长：张宗逊（1953年3月－5月）、吴岱峰
- 副检察长：茹欲立（1953年1月－1954年12月）、郭步岳（1953年1月－1954年12月）